# Фуникулёр Ликавит

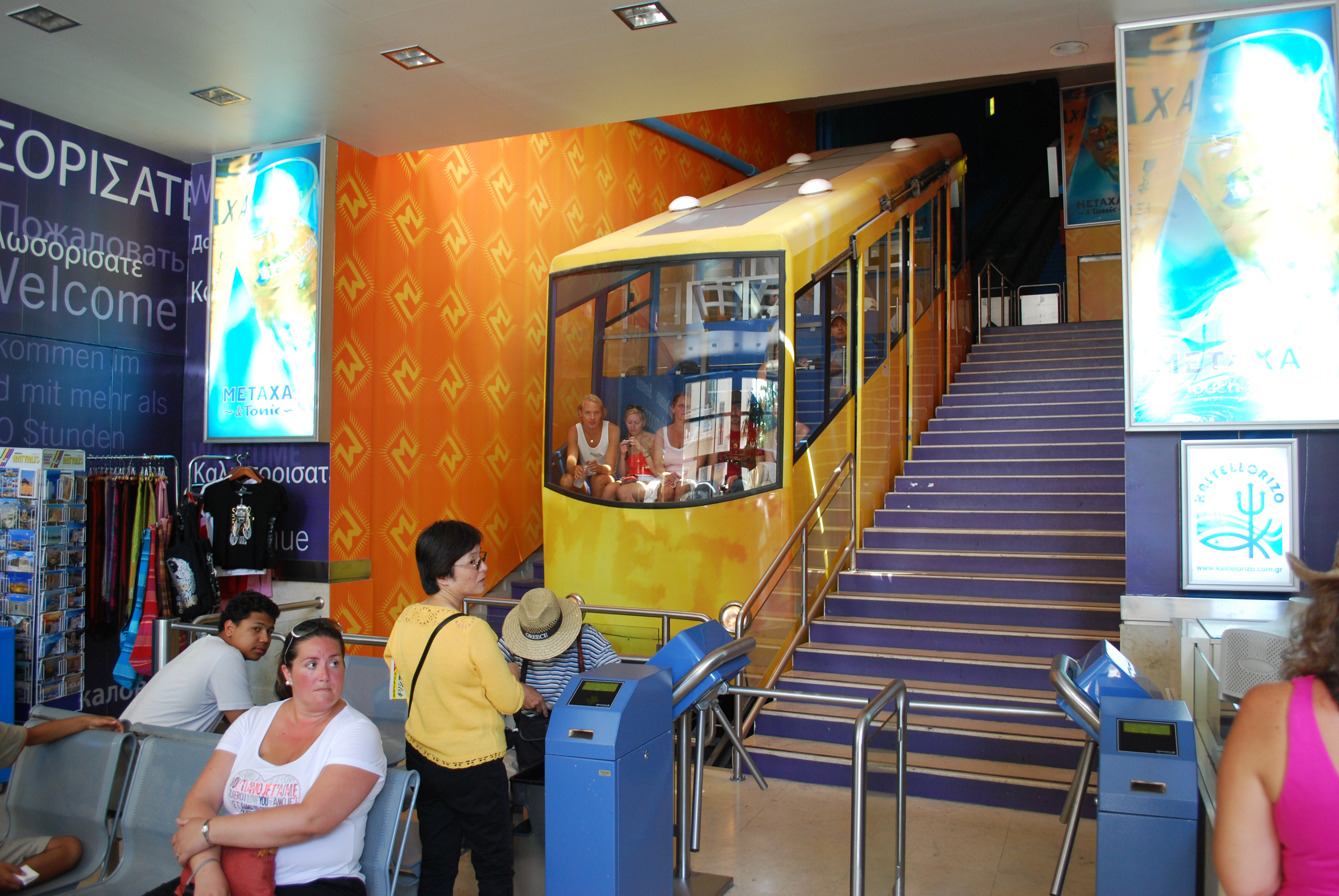
Вагон фуникулёра (отправная точка)

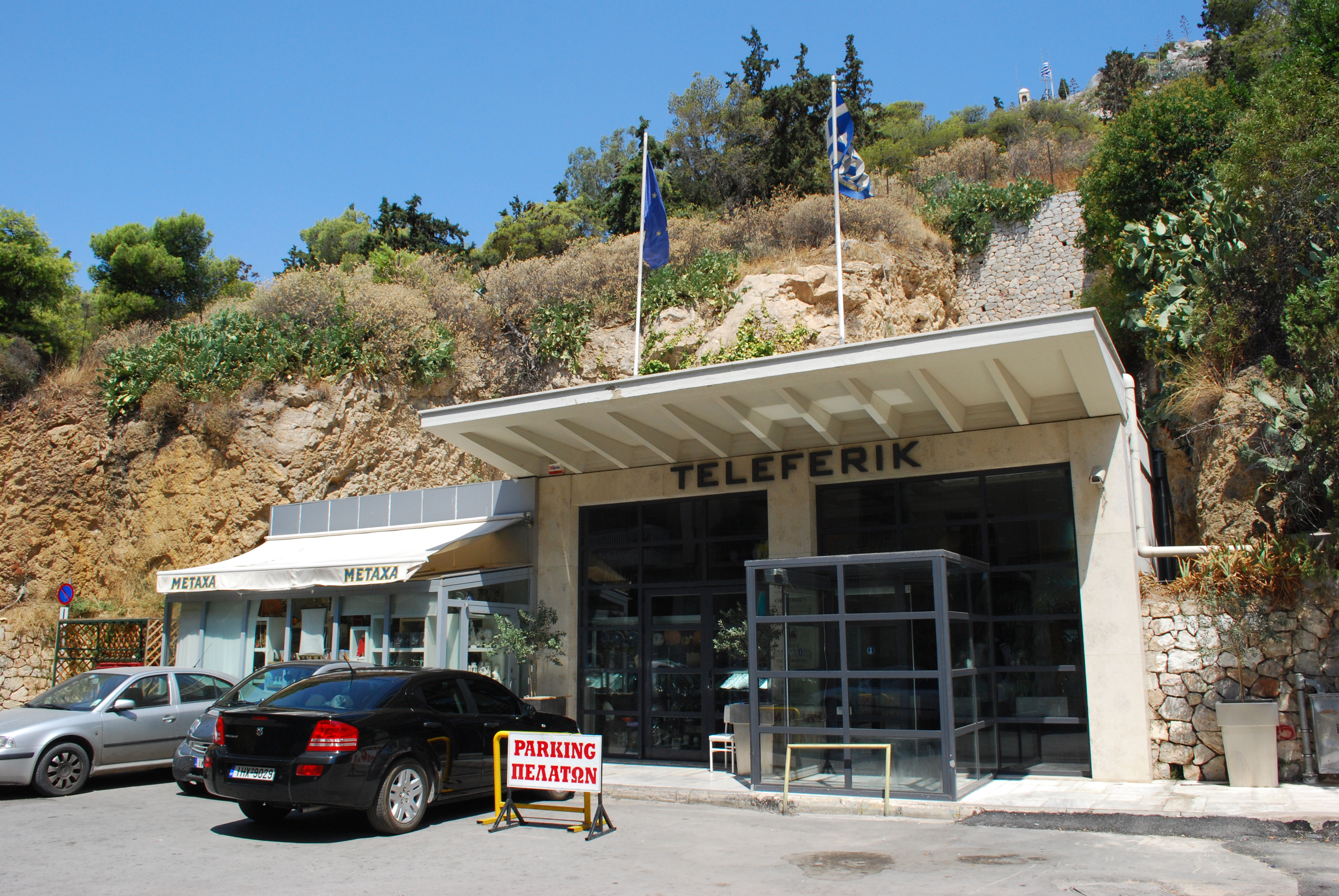
Станция фуникулёра у подножья холма

Фуникулёр Ликавит (греч. Τελεφερίκ Λυκαβηττού) — линия фуникулёра в городе Афины, соединяющая район Колонаки с вершиной холма Ликавит.

## История
Строительство фуникулёра началось в первой половине 1960-х годов при активном участии Греческой национальной туристической организации с целью привлечь туристов на холм Ликавит, откуда открывается вид на исторический центр Афин. Фуникулёр был официально открыт 18 апреля 1965 года, однако его эксплуатация началась на следующий день (19 апреля).
В 2002 году был проведён первый серьёзный ремонт фуникулёра со дня открытия: были заменены двигатели, гидравлический тормозной блок, система безопасности электроники, диспетчерская и оба вагона.
В декабре 2012 года тоннель фуникулёра был украшен группой греческих и иностранных дизайнеров с помощью видео-инсталляций, коллажей и световых эффектов. Эти работы осуществлялись на средства компании METAXA.

## Характеристики
Нижняя станция находится у перекрёстка улиц Плутарху и Аристиппу, а верхняя — у церкви Святого Георгия на вершине холма Ликавит. Фуникулёр имеет два вагона, каждый из которых может перевозить до 34 человек. Максимальная скорость фуникулёра составляет 2 м/с, пропускная способность фуникулёра составляет 410 человек в час. Линия одноколейная, поднимающийся и спускающийся вагоны разъезжаются в середине маршрута на специальной площадке-разъезде. Длина линии составляет 210 метров, на всём протяжении она проходит в тоннеле. Максимальный уклон на линии — 28°. В среднем пассажиропоток фуникулёра составляет 300 000 человек в год.
Вагоны фуникулёра отправляются раз в 10 минут. Он работает с 8:45 до 0:45 в летнее время (кроме четверга, когда часы работы — с 10:45 до 0:45) и с 8:45 до 0:15 зимой (кроме четверга, когда часы работы — с 10:45 до 0:15). До отправной станции фуникулёра ходит автобусный маршрут 060.